# زلزال فرنتشيا 1802
زلزال فرنتشيا 1802 حدث بتاريخ 26 أكتوبر 1802  ذات عمق كبير، وبلغت قوته 7,7 مقياس ريختر، في منطقة فرنتشيا في رومانيا.
في العاصمة بوخارست هدمت أجزاء من كنيسة.